# Matjhabeng
La municipalité locale de Matjhabeng est une municipalité du centre de l’Afrique du Sud, située dans la partie nord-ouest de la province de l’État-Libre.
Cette municipalité, sise dans le district municipal de Lejweleputswa, regroupe la ville de Welkom ainsi que les communes de Allanridge, Hennenman, Odendaalsrus, Ventersburg et Virginia. 

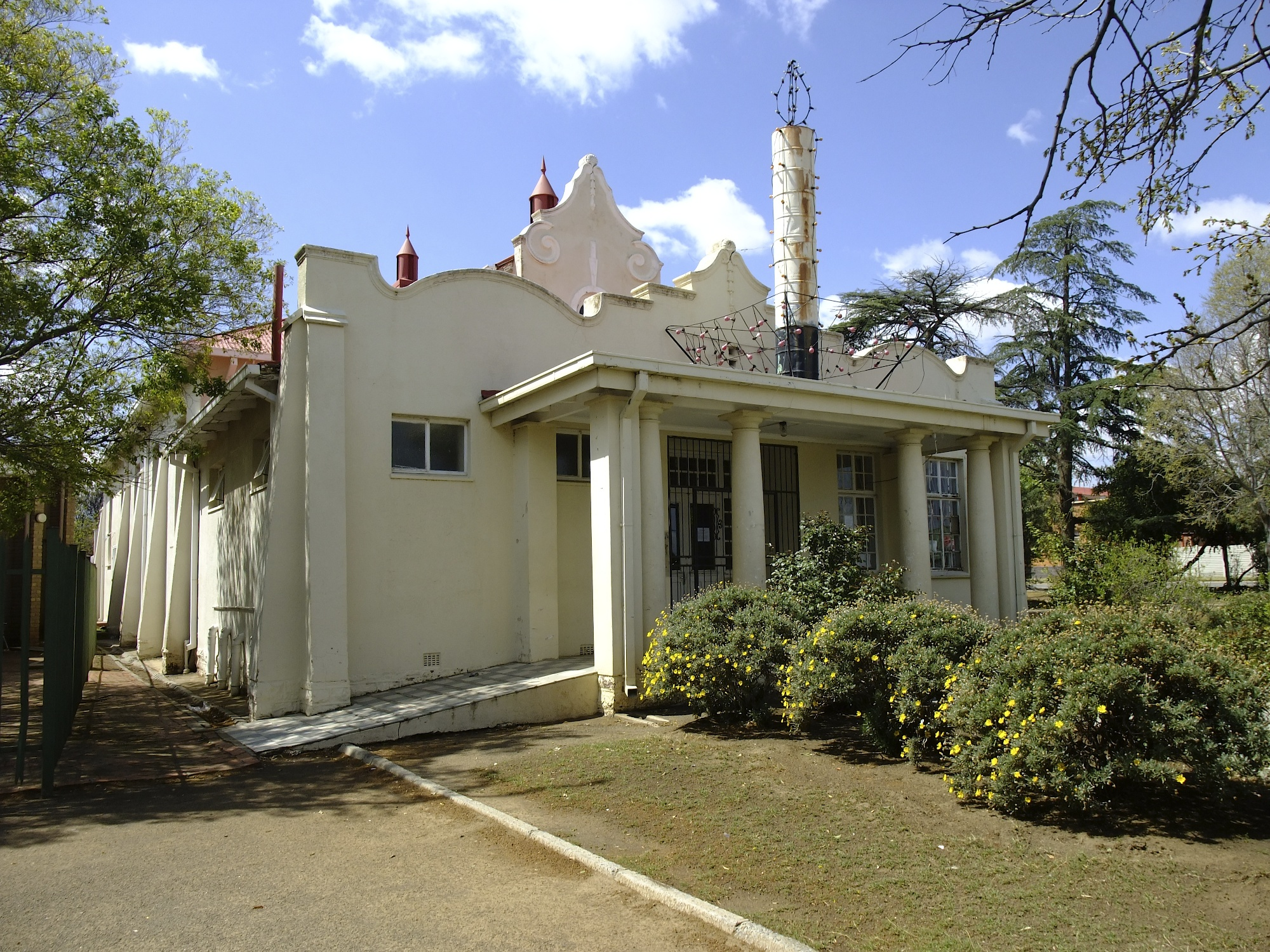
L'hôtel de ville de Ventersburg

## Corruption
En 2011 la municipalité gagnait notoriété par sa corruption. Dans l'espace de quatre ans, deux milliards de rand avaient disparu sous les mains des représentants de l'ANC.

## Population urbaine 2001 des constituants de la municipalité de Matjhabeng
Lors du recensement du 09/10/2001 les populations des principales zones urbaines de la municipalité de Matjhabeng étaient les suivantes :
| zone urbaine     | population urbaine 2001 |
| ---------------- | ----------------------- |
| Welkom           | 000 32 818              |
| Thabong          | 00 101 113              |
| Kutlwanong       | 00 46 263               |
| Meloding         | 00 36 271               |
| Virginia         | 00 18 675               |
| Phomolong        | 00 18 146               |
| Nyakallong       | 00 16 287               |
| Mmamahabane      | 00 9 078                |
| Riebeeckstad     | 00 8 968                |
| Odendaalsrus     | 00 7 604                |
| Hennenman        | 00 2 353                |
| Allanridge       | 00 2 312                |
| Total MATJHABENG | 00 302 234              |